# Агаев, Рафаэль Махир оглы
Рафаэль Махир оглы Агаев (азерб. Rafael Mahir oğlu Ağayev; род. 4 марта 1985, Сумгаит) — азербайджанский каратист, серебряный призёр Олимпийских игр, пятикратный чемпион мира, одиннадцатикратный чемпион Европы, победитель IX Всемирных игр и Всемирных игр боевых искусств 2013, чемпион Европейских игр 2015 и Игр исламской солидарности 2013 и 2017, действующий чемпион полусреднего веса в бойцовской лиге Karate Combat (с декабря 2022), заслуженный мастер спорта Азербайджанской Республики (2009).
Рафаэль Агаев является самым титулованным каратистом в истории спорта, первым и единственным в мире пятикратным чемпионом планеты, а также единственным каратистом, которому на одном чемпионате мира удалось завоевать две золотые медали. Агаев — обладатель пятого дана, а также бывший капитан сборной Азербайджана по карате. За свои высокие достижения Агаев получил прозвище «Бриллиант мирового карате».
Лучший спортивный деятель Азербайджана 2013 года.
В 2015 году за высокие достижения на I Европейских играх в Баку, а также за большие заслуги в развитии азербайджанского спорта указом президента Азербайджана Рафаэль Агаев был награждён орденом «Слава». В 2021 году за высокие достижения на XXXII Олимпийских играх в Токио, а также за большие заслуги в развитии азербайджанского спорта указом президента Азербайджана был награждён орденом «За службу Отечеству» II степени.

## Биография

### Ранние годы. Начало спортивной карьеры
Рафаэль Агаев родился 4 марта 1985 года в Сумгаите в семье игрока футбольного клуба «Полад» (Сумгаит) Махира Агаева и Умнисы Агаевой.
Из трёх сыновей в семье Рафаэль был младшим. Оба его брата также занимались спортом: Руслан (старший) — дзюдо; Рустам (средний) — боксом. Рафаэль же начал заниматься карате с 7 лет. Первым тренером Агаева был Рафаэль Мамедов, который обучил своего тёзку основным навыкам и умениям этого боевого искусства, привив большую любовь к карате. В интервью 2018 года Агаев так описывает свой приход в карате:
В семь лет я впервые посмотрел фильмы с Брюсом Ли и сразу полюбил каратэ. И стал просить отца отдать меня в секцию. Мой отец был профессиональным спортсменом, играл в футбольной команде «Полад» (Сумгаит). Он меня переспросил, точно ли я хочу заниматься каратэ, а не футболом, после чего привел в секцию к моему первому тренеру Рафаэлю Мамедову. И вот уже 22 года я занимаюсь каратэ.
Агаев стал выступать на первых национальных соревнованиях. Вскоре проявившего себя юного каратиста заметили и пригласили тренироваться в один из известных спортивных клубов Азербайджана «Будокан» под руководством Физули Мусаева. Выступив впервые на чемпионате республики по карате, Рафаэль победил всех своих соперников, и его заметил президент Федерации карате Азербайджана Яшар Баширов.
В международных соревнованиях Агаев впервые принял участие в составе национальной сборной команды в 1997 году, на открытом Кубке мира в Мишкольце (Венгрия). Однако первые его выступления оказались неудачными. Наконец, в 1998 году Агаев стал победителем открытого чемпионата Англии. На первом же своём чемпионате мира среди кадетов и юниоров, проходившем в 2001 году в Афинах (Греция), Рафаэль Агаев в командном зачёте занял 3-е место, а в 2002 году в Кобленце (Германия) стал чемпионом Европы среди кадетов в весовой категории до 60 кг, одолев в финале спортсмена из Бельгии. В 2003 году на чемпионате мира среди кадетов и юниоров в Марселе Агаев завоевал бронзовую медаль в весовой категории до 65 кг.
В 2003 году Агаев окончил среднюю школу № 21. В школе Рафаэль, по его словам, учился плохо. Пятерки получал только по физкультуре и труду. Прогуливал уроки, не выполнял домашние задания, часто дрался — по собственному признанию, «почти каждый день участвовал в каких-то стычках, потасовках в школе». Учителя всё же вытягивали нерадивого ученика на тройки.

### Первые крупные успехи
В 2004 году Рафаэль Агаев в свои 19 лет впервые выиграл чемпионат Европы среди взрослых в Москве. В финале он сенсационно победил трехкратного чемпиона мира и девятикратного чемпиона Европы в своем весе Александра Бьямонти из Франции. Через год в Тенерифе Агаев хоть и не добрался до пьедестала в весе 65 кг, но сумел стать чемпионом Европы в открытой весовой категории, где соревновались каратисты, вес и габариты которых значительно превышали данные Агаева. В финале этого турнира Агаев одолел двукратного чемпиона мира в весе до 75 кг испанца Ивана Леал Реглеро. В этом же году Агаев стал чемпионом Европы среди юниоров в весе до 65 кг. Также в 2005 году на первых Исламских играх солидарности в Мекке (Саудовская Аравия) Рафаэль Агаев получил бронзу.
В 2006 году Агаев выиграл университетский чемпионат мира по карате-до в Нью-Йорке, одолев в финале весовой категории до 70 кг чемпиона Азии Ержана Кожаева из Казахстана. В этом же году в Тампере Агаев выиграл свой первый титул чемпиона мира, победив в финале бельгийца Диего ван дер Шика.
В 2007 году Рафаэль Агаев взял две золотые медали на чемпионате Европы в Братиславе, в своём весе (до 70 кг) и в открытом. В этом же году он окончил Азербайджанскую государственную академию физической культуры и спорта, факультет спортивных единоборств. Специальность Агаева — тренер-преподаватель по карате, при кафедре «Борьба и её методика». С 2007 по 2008 год проходил воинскую службу на территории Агджабединского района Республики. Позже как перспективный спортсмен был переведён в Центральный спортивный клуб Министерства обороны Азербайджана.

### Последующие достижения
В январе 2008 года Агаев выиграл турнир Open de Paris, а в мае в Таллине — стал чемпионом Европы в открытой весовой категории (победив в финале Явуза Карамоллаоглу из Турции), серебряным призёром в весе до 70 кг (проиграв в финале испанцу Оскару Мартинсу) и бронзовым в командном турнире.
В ноябре 2008 года на 19-м чемпионате мире в Токио Агаев завоевал две золотые медали: в весовой категории до 70 кг и в абсолютной весовой категории, одолев в финальных поединках каратиста из Египта Тамера Мурси и грека Спиридона Маргаритопулоса соответственно.
В 2009 году Агаев взял золото в весе до 75 кг очередного чемпионата Европы, проходившего в Загребе, победив в финале итальянца Луиджи Буса. На этом же чемпионате Агаев взял бронзовую медаль в командном турнире. В декабре 2009 года Рафаэль Агаев указом Министерства молодёжи и спорта Азербайджана за заслуги в развитии физической культуры в стране был удостоен звания Заслуженного мастера спорта Азербайджанской Республики.
В мае 2010 года на проходившем в Афинах чемпионате Европы Агаев встретился в финальном поединке в весовой категории до 75 кг с местным каратистом неоднократным призёром чемпионатов Европы Георгием Цаносом. Агаев победил со счётом 2:0 и стал семикратным чемпионом Европы. Также на этом турнире Агаев взял бронзовую медаль в состязаниях команд. В октябре этого же года на чемпионате мира в Белграде Рафаэль Агаев победил в финале Луиджи Буса из Италии и стал четырёхкратным чемпионом мира. Самой трудной на этом турнире, по словам Агаева, была схватка в четвертьфинале против японского каратиста. В командном турнире Агаев в составе сборной Азербайджана завоевал серебро.
В конце 2000-х один из российских телеканалов снял документальный фильм об Агаеве, который назывался «Бриллиант карате». С тех пор многие журналисты стали выносить эти слова в заголовки своих статей об азербайджанском каратисте. Даже президент Всемирной федерации карате Антонио Эспинос назвал Рафаэля Агаева «бриллиантом мирового карате».
В мае 2011 года на 45-м чемпионате Европы в Цюрихе Рафаэль Агаев занял третье место. В групповой стадии он поочередно победил каратистов из Люксембурга, Чехии, Словении и Швейцарии, однако в полуфинале проиграл итальянцу Луиджи Бусе.
В мае 2012 года на 47-м чемпионате Европы в Тенерифе Агаев занял третье место. В ноябре этого же года на 21-м чемпионате мира в Париже Агаеву удалось дойти до финала, где он снова встретился с Луиджи Бусой. Финальная встреча закончилась со счётом 0:0, и судьи отдали победу итальянцу, который был, по их мнению, более активным. Это решение сильно расстроило Агаева. По собственному признанию, он шесть месяцев находился в депрессии, ни с кем не общался и даже плакал.
В мае 2013 года на 48-м чемпионате Европы в Будапеште Агаев в очередной раз завоевал золотую медаль и стал восьмикратным чемпионом части света. На групповом этапе ему удалось одолеть каратистов из Австрии, Словакии, Португалии, а также своего «обидчика» на прошлом мундиале Луиджи Бусу, бой с которым Агаев назвал «особо принципиальным». Самым же сложным из боёв азербайджанский каратист назвал схватку с голландцем в финале.
29 июня Рафаэль Агаев за высокие достижения на I Европейских играх и большие заслуги в развитии спорта в Азербайджане был награждён орденом «Слава».
В январе 2019 года Агаев стал серебряным призёром турнира Paris Open, проиграв в финале Кену Нишимуре из Японии. К тому времени у Агаева была травмирована рука, кроме того, уже пять лет его беспокоила травма колена. Но спортсмен отказывался от операции, стараясь не пропускать рейтинговые турниры, чтобы получить лицензию на Олимпиаду.
На Европейских играх 2019 года Агаев взял серебряную медаль, уступив лишь в финале бронзовому призёру чемпионатов Европы 2018 и 2019 годов украинцу Станиславу Горуне. До этого занял первое место в своей группе, выиграв у Джо Келлавея из Великобритании и Эрмана Элтемура из Турции; его поединок с Габором Харспатаки из Венгрии закончился ничейным результатом. В полуфинале же Агаев победил Павла Артамонова из Эстонии.

### Олимпийские игры
В феврале 2020 года Рафаэль Агаев, одержав две победы в рейтинговом турнире в Зальцбурге, довёл количество рейтинговых очков до 6795, увеличил отрыв от преследователей и завоевал лицензию на летние Олимпийские игры 2020 в Токио, в программу которых впервые было включено карате. Своими главными соперниками в Токио Агаев считал итальянца Луиджи Бусу, с которым соперничал уже 14 лет, японца Кена Нишимуру, иранца Бахмана Аскари и украинца Станислава Горуну.
6 августа 2021 года Рафаэль Агаев после долгих лет ожидания дебютировал на Олимпийских играх. Он считался одним из главных фаворитов ОИ. Агаев выступал в группе B и сначала уверенно победил Ноа Битча из Германии, Цунеари Яхиро из Австралии и Нурканата Ажиканова из Казахстана, прежде всего гарантировав тем самым себе место в полуфинале. В четвёртом поединке в своей группе Агаев встретился с итальянцем Луиджи Бусой. Эту встречу выиграл Буса со счётом 3:1 и Агаев вышел в полуфинал со второго места. Позже Агаев признался, что помог Бусе выйти из группы. По мнению спортивных обозревателей, Агаев, посмотрев на другую группу, предпочёл избежать полуфинального боя против Станислава Горуны и потому не слишком выкладывался в последнем поединке группы.
В полуфинале Агаев победил венгерского каратиста Габора Харспатаки с крупным счётом 7:0 и в финале вновь встретился с Бусой, одолевшим в полуфинале Горуну. Финальная схватка вновь завершилась в пользу итальянца. Луиджи Буса победил с минимальным счётом, а все атаки Агаева результата не принесли. Тем не менее Рафаэль Агаев стал первым азербайджанским каратистом, сумевшим завоевать олимпийскую медаль. Также Агаев после окончания финальной встречи отказался пожать руку итальянцу, несмотря на то, что всегда протягивает руку соперникам. По словам Агаева, Буса в финале «совершил некоторые поступки, которых делать не должен был» и не заслужил рукопожатия. После поединка Агаев заявил, что в финале «боролся и с судьями», так как они не засчитали его удар.
По возвращении в Баку в Международном аэропорту имени Гейдара Алиева собравшиеся представители СМИ, поклонники, представители спорта и Федерации карате встречали Агаева как настоящего героя, а при выходе из здания аэропорта его даже подхватили и подкинули в воздух.

## Личная жизнь
Женат с 2016 года. Отец двоих детей.
В 2011 году Рафаэль Агаев снялся в эпизодической роли в фильме Юлия Гусмана «Не бойся, я с тобой! 1919».

### Видеоматериалы
- Биографический документальный фильм "Story of Rafael Aghayev", на русском языке